# セルゲイ・チェメゾフ
セルゲイ・ヴィクトロヴィチ・チェメゾフ（ロシア語: Серге́й Ви́кторович Чéмезов, 英語: Sergey Viktorovich Chemezov, 1952年8月20日 - ）は、ロシアの企業経営者。KGB出身であり、シロヴィキの一人と目される。

## 人物
1952年8月20日、チェメゾフはイルクーツク州チェレムホヴォに生まれる。バイカル州立大学卒業後、ソビエト連邦軍指揮幕僚大学にて博士号（経済）を取得。卒後はイルクーツク貴金属・非鉄金属研究所の技術者として勤務したのち、1980年から8年間、KGB傘下の情報組織で働く。東ドイツ・ドレスデン赴任時代、KGBエージェントのウラジーミル・プーチンと同じマンションに住んでいたことから親交を深める。
1988年から1996年の間、貿易協会の副代表を務め、1996年から1999年までロシア大統領府国際経済部のトップとしてプーチンを支えた。その後多くの企業で代表を務め、2006年には統一ロシア党評議会議長に選出された。2007年、国営コングロマリットであるロステックのCEOに就任。2010年からは統一ロシアの「IT開拓プロジェクト」に参与し、革新的なITエンジニアの発掘に携わっている。
2014年クリミア危機の際にはチェメゾフ個人も経済制裁の対象となり、EUおよびアメリカへの入国禁止、資産凍結が行われた。2022年2月にロシアによるウクライナ侵略が開始されて以降、欧米諸国はウラジーミル・プーチン大統領に近い人物への経済制裁を検討し、同年3月3日にはアメリカ合衆国よりチェメゾフ含む富豪8名とその家族が制裁対象に指定。これはチェメゾフの妻と息子、継娘も対象となった。日本国政府もチェメゾフを同年3月3日付で資金凍結の対象者としている。同年3月、スペインはチェメゾフが保有するとされる大型クルーザーを停泊地バルセロナで押収したと発表した。
妻・エカテリーナとの間に4人の子供がいる。エカテリーナは複数の企業の大株主であるほか、モスクワでレストランチェーンを経営している。

## 役職

### 最高経営責任者
- ロステック

### 取締役会長
- オボロンプロム
- VSMPOアヴィスマ
- KAMAZ
- アフトヴァーズ
- ノヴィコムバンク
- ウラルカリ
- ロスオボロンエクスポルト

### 理事
- 統一航空機製造会社
- 統一造船会社
- 統一ロケット・宇宙会社
- ノリリスク・ニッケル
- アエロフロート・ロシア航空
- ロスネフチ
- ロスナノ